# Пьетраферраццана
Пьетраферраццана (итал. Pietraferrazzana) — коммуна в Италии, располагается в регионе Абруццо, в провинции Кьети.
Население составляет 133 человека (2008 г.), плотность населения составляет 33 чел./км². Занимает площадь 4 км². Почтовый индекс — 66040. Телефонный код — 0872.
Покровительницей коммуны почитается святая Виктория, празднование 23 декабря.

## Демография
Динамика населения:

## Администрация коммуны
- Официальный сайт: